# Pueblo tay

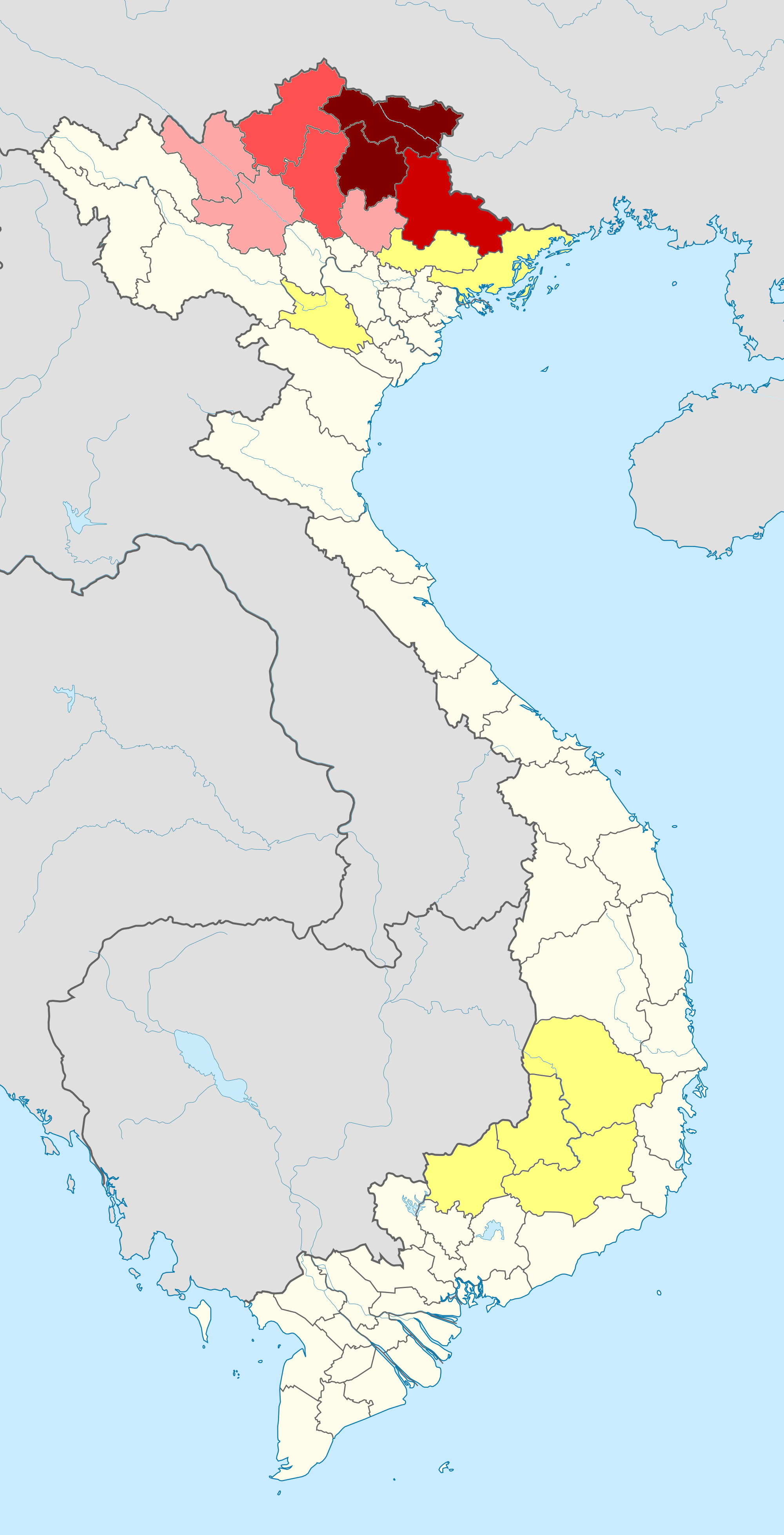
Porcentaje de Tay personas por Provincia (2009)
>40%
30%-40%
20%-30%
5%-20%
1%-5%
<1%

Los Tay son un grupo étnico ubicado en el norte de Vietnam, que habla un idioma perteneciente al grupo central de las lenguas tai. Son también llamados Thô, T'o o Tai. 
Hay alrededor de 1,7 millones de personas Tày que viven en Vietnam (de acuerdo con una proyección a cinco años del censo de 2009), lo que los convierte en el segundo grupo étnico más grande del país. La mayoría se encuentra en las provincias de Cao Bang, Lạng Sơn, Bắc Kạn, Thai Nguyen y Quang Ninh, donde viven a lo largo de los valles y las laderas inferiores de las montañas. También viven en algunas regiones de las provincias de Bắc Giang y Bac Ninh. Habitan en llanuras fértiles y son generalmente agricultores; cultivan principalmente arroz, pero también cultivan maíz y batata.
Los poblados Tày suelen estar situados a los pies de las montañas y a menudo reciben el nombre de una montaña, un campo o un río. Cada pueblo tiene alrededor de 15 a 20 hogares.
Debido a su proximidad histórica con la etnia mayoritaria vietnamita, ambos grupos presentan influencias mutuas en lo que respecta a las artes y la religión.
Los Tày están estrechamente relacionados con los Nùng y los San Chay en Vietnam y los Zhuang en el lado chino de la frontera entre Vietnam y China.

## Idioma
El pueblo Tay habla el idioma Tày, parte de las lenguas tai, lejanamente emparentadas con el Idioma tailandés y con el idioma chuang del sur de China. El alfabetismo en su propio idioma es bajo entre el pueblo Tày, probablemente alrededor del 5% o menos, mientras que la mayoría de la población habla también vietnamita, con un mayor grado de alfabetismo en esa lengua. Su idioma está dividida en varios dialectos, entre ellos Tày Central, Tày Oriental, Tày Meridional, Tày Septentrional, Tày Trung Khanh, Thu Lao, y Tày Bao Lac. Los dialectos más cercanos al límite con China presentan un continuo dialectal con el chuang del otro lado de la frontera.

## Personalidades Tày notables
- Hoàng Văn Thụ, Secretario General del Partido Comunista de Indochina.
- Nông Đức Mạnh,  Secretario General del Partido Comunista de Vietnam entre abril de 2001 y enero de 2011.
- Hoàng Đức Triều, seudónimo Un Định, un [comunista y poeta, que trabajó con Ho Chi Minh.
- Hoàng Thị Tuân, representante en la duodécima Asamblea Nacional.
- Lê Thế Khanh, probablemente puede el primer poeta vietnamita que haya escrito en lengua china, con su poema "Cố Hương Từ".
- Nông Quốc Chấn, un poeta famoso.
- Nông Văn Dền, alias Kim Đồng, es uno de los pioneros de la organización juvenil del Partido Comunista de Vietnam.
- Nông Văn Phách, alias Vũ Lập, héroe nacional, líder militar durante los conflictos con China y Camboya.
- La Văn Cầu, un héroe militar en la guerra de resistencia contra Francia.
- Bế Văn Đàn, un héroe militar en la guerra de resistencia contra Francia.

## Festivales
- Lồng tồng (literalmente: "Bajando por el arrozal") celebrado después del Festival de Año Lunar Nuevo para rogar para una cosecha buena.
- Tăm khảu mảu (literalmente: "Rezumando el arroz joven"), fiesta de la madurez del arroz.

## Música
- Tính Then: es un instrumento de cuerda con dos o tres cuerdas.

## Vietnamitas asimilados entre los Tay
Una parte de la población Tay actual incluye a los descendientes de vietnamitas asimilados como miembros de la etnia tay, que viven principalmente en lo que ahora es Lang Son. Este grupo se originó a partir del siglo XV, con un conjunto de oficiales militares y funcionarios que vivían más al sur, en los deltas de los Ca, Ma y Rojo, que fueron enviados a la frontera norte junto con sus familias para servir como funcionarios gubernamentales y líderes locales (phiên thần thổ ty). Con la decadencia del imperio anamita, estas familias perdieron su lugar privilegiado en la sociedad local, mientras se les prohibía volver a sus lugares de origen. Gradualmente se asimilaron a la población local Tay.